# Мальдонадо (департамент)
Мальдонадо (ісп. Maldonado) — один із департаментів Уругваю, розташований на крайньому півдні країни. На півночі межує з департаментом Лавальєха, на сході з департаментом Роча, на сході з Канелонес, а на півдні з річкою Ла-Плата та Атлантичним океаном. Площа департаменту становить 4793 км², населення — 140192 осіб (2004). Столиця — місто Мальдонадо. До департаменту також відносяться острови Ісла-де-Лобос і Ґорріті.

## Географія

### Клімат
Теплий, вологий та досить дощовий.

### Флора і фауна
- Найпоширеніші дерева: евкаліпт, багрина, розмарин, пальма, груша, хвойні.
- Найпоширеніші тврини: капібара, дикий кіт Жоффруа, пума, кайман, ягуар, лисиця, броненосець, пекарі, пітанга, нанду, морський лев.

### Економіка
Головною галуззю департаменту є туризм (грудень-березень). Важливу роль в житті департаменту відіграє сільське господарство (вирощування кукурудзи, пшениці, картоплі, винограду, розведення великої рогатої худоби, вівчарство). На території департаменту ведеться видобуток мармуру. Виготовляють цемент, тканини, продукти харчування (консерви, борошно, вино, цукор).

## Головні населені пункти

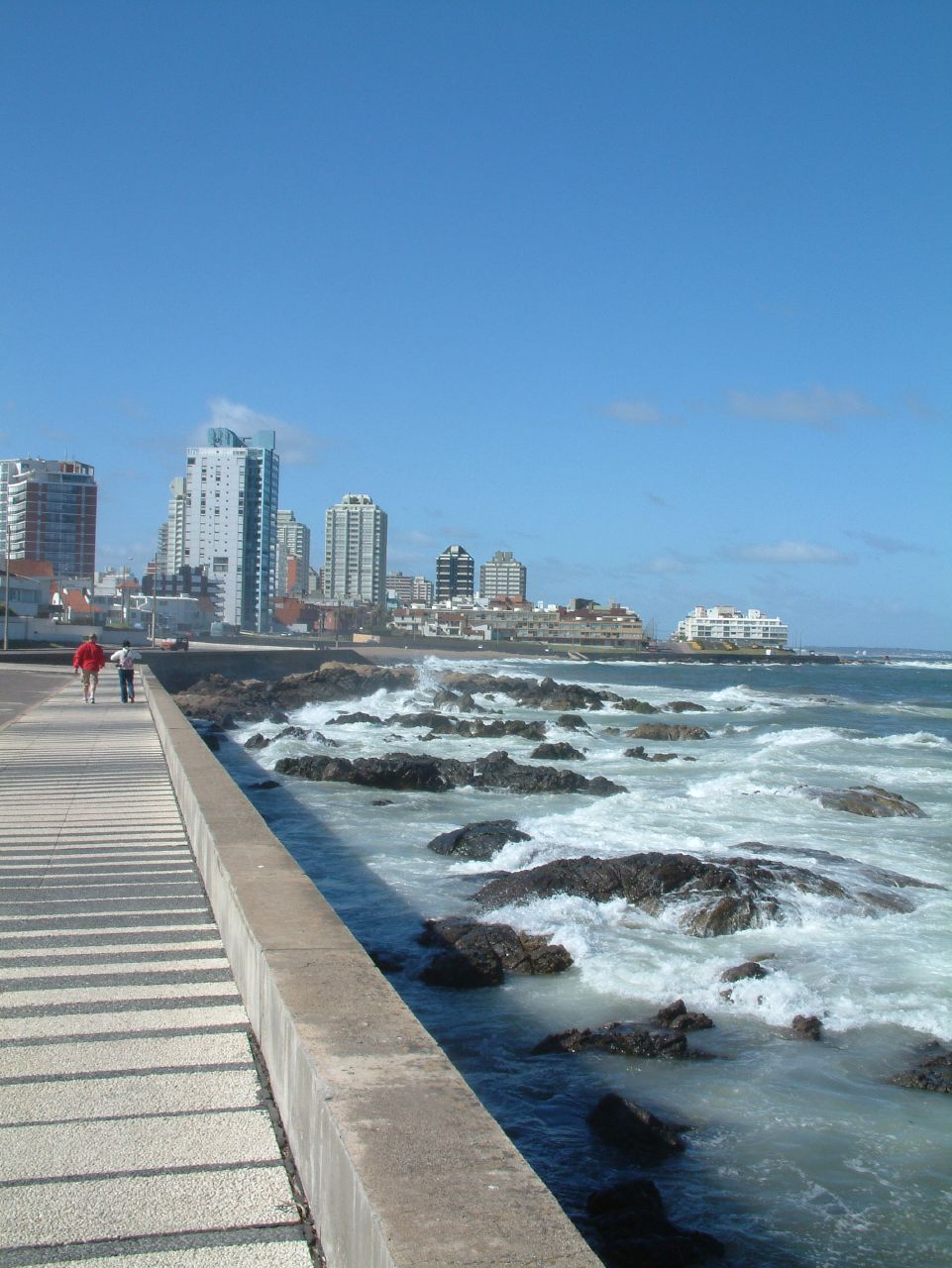
Набережна Пунта-дель-Есте

Міста і села з населенням понад 1000 осіб (станом на 2004 рік):
| Місто/Село       | Населення   |
| ---------------- | ----------- |
| Айґуа            | 2676        |
| Серро-Пеладо     | 2407 (1996) |
| Ґреґоріо-Аснарес | 1003 (1996) |
| Іподромо         | 1436 (1996) |
| Хосе-Іґнасіо     |             |
| Ла-Барра         |             |
| Мальдонадо       | 50417       |
| Пан-де-Асукар    | 6969        |
| Пінарес          | 6989 (1996) |
| Піріаполіс       | 7579        |
| Пунта-дель-Есте  | 8252        |
| Сан-Карлос       | 24771       |
| Сан-Рафаель      | 1950 (1996) |